# Castellví de la Marca
Castellví de la Marca è un comune spagnolo di 1 433 abitanti situato nella comunità autonoma della Catalogna.